# Anadenobolus approximans
Anadenobolus approximans är en mångfotingart som först beskrevs av Hoffman 1950.  Anadenobolus approximans ingår i släktet Anadenobolus och familjen Rhinocricidae. Inga underarter finns listade i Catalogue of Life.